# Ctenacarus araneolus
Ctenacarus araneolus is een mijtensoort uit de familie van de Ctenacaridae. De wetenschappelijke naam van de soort is voor het eerst geldig gepubliceerd in 1932 door Grandjean.